# プリューゲル・アルントシュルツの刺激法則
プリューゲル・アルントシュルツの刺激法則（プリューゲル・アルントシュルツのしげきほうそく）とは、刺激の強度と神経や筋の興奮性について述べた法則である。

## 概要
弱い刺激をすることで神経機能を喚起し、中程度の刺激で神経機能を興奮させ、強い刺激は神経機能を抑制し、最強度の刺激で静止するという法則である。内臓だけでなく、体のどこかに具合が悪くなればその場所と関係がある皮膚に反応が出るので、経穴と合わせて刺激することで症状が軽減もしくは回復する。